# 河东道台衙门
河东道台衙门位于中国山西省运城市盐湖区西城街道府西街社区老西街（府西街108号），原为明清两代盐务管理机构河东盐运使司和河东兵备盐法道及其隶属机构运同署、运判署、经历司署、知事署、库大使署、运阜仓等的驻守办公官署，占地面积很大，西到衙墙巷，几乎占据西街北面的半条街。1948年后改为医院。1960年代，医院大门由西街改到新开通的红旗街。2004年公布为第一批运城市文物保护单位时，道台衙门已仅存通惠楼（谯楼）和大堂，门前高大的牌坊和铁旗杆已消失。道台衙门的通惠楼、大堂已由市政府收回，进行修复保护，楼上匾额题为“盐运使司”。